# 索博勒
索博勒（法語：Saubole，法語發音：[sobɔl]）是法国大西洋比利牛斯省的一个市镇，属于波城区。

## 地理
索博勒（43°18'46"N, 0°7'30"W）面积5.1 平方千米，位于法国新阿基坦大区大西洋比利牛斯省，该省份为法国东南部省份，涵盖了贝阿恩与北巴斯克，西临大西洋比斯開灣，北至朗德省，东北接热尔省，东临上比利牛斯省，南与西班牙接壤。
与索博勒接壤的市镇（或旧市镇、城区）包括：加代尔、塞龙、阿斯特、埃斯卢朗蒂斯达邦、隆比亚、蓬松代叙。

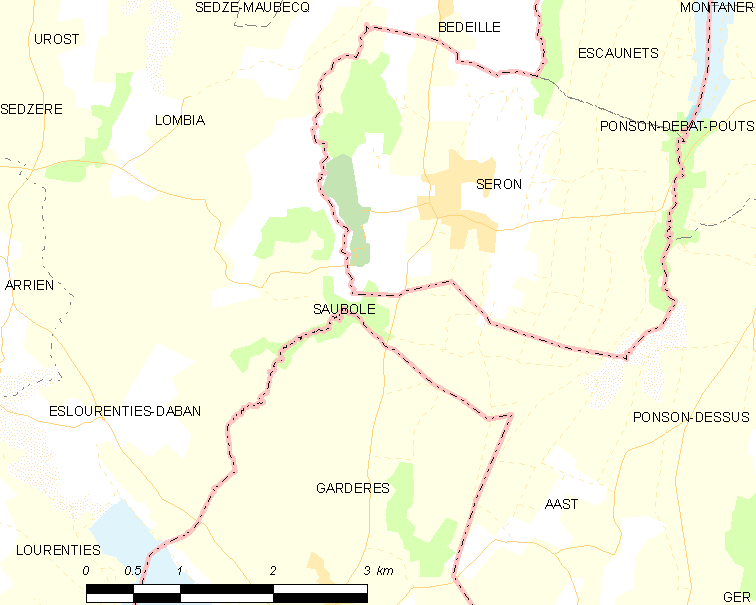
索博勒的OSM定位图

索博勒的时区为UTC+01:00、UTC+02:00（夏令时）。

## 行政
索博勒的邮政编码为64420，INSEE市镇编码为64507。

## 政治
索博勒所属的省级选区为莫尔拉斯与蒙塔内雷斯地区县。

## 人口

1962-2008年间索博勒人口变化图示

索博勒于2022年1月1日时的人口数量为150人。